# لويس أوغوستو أوسريو رامون
لويس أوغوستو أوسريو رامون (20 نوفمبر 1983 في أويرس في البرتغال – )؛ هو لاعب كرة قدم كان يلعب كلاعب وسط.

## وصلات خارجية
- لويس أوغوستو أوسريو رامون على موقع رابطة كرة القدم اليابانية للمحترفين (اليابانية)
- لويس أوغوستو أوسريو رامون على موقع قاعدة بيانات كرة القدم.إي يو (الإنجليزية)
- لويس أوغوستو أوسريو رامون على موقع Soccerway.com (الإنجليزية)
- لويس أوغوستو أوسريو رامون على موقع عالم كرة القدم.نت (الإنجليزية)